# Efectul Mozart
Efectul Mozart constă dintr-o serie de modificări pe care muzica Wolfgang Amadeus Mozart le induce asupra proceselor psihice cum ar fi capacitatea de învățare, atenția și memoria. S-a costatat că această muzică îmbunătățește aceste funcții, însă mecanismul prin care realizează acest lucru nu este pe deplin elucidat.